# Rafael Osuna
Rafael Osuna Herrera, malnomenat "El Pelón" (Ciutat de Mèxic, 15 de setembre de 1938) fou un tennista mexicà de la dècada de 1960. Fins al moment, el millor tennista mexicà de la història després d'haver guanyat un Grand Slam individual i tres de dobles, i liderar l'equip mexicà de Copa Davis a la seva única final (1962). Fou inclòs en el International Tennis Hall of Fame l'any 1979.
Osuna va morir quan tenia 30 anys en l'accident d'aviació del Vol 704 de Mexicana de Aviación produït el 4 de juny de 1969 prop de Monterrey amb un total de 79 víctimes.

## Torneigs de Grand Slam

### Individual: 1 (1−0)
| Resultat  | Núm. | Any  | Torneig                     | Oponent en la final | Marcador      |
| --------- | ---- | ---- | --------------------------- | ------------------- | ------------- |
| Guanyador | 1.   | 1963 | U.S. National Championships | Frank Froehling     | 7−5, 6−4, 6−2 |

### Dobles: 5 (3−2)
| Resultat  | Núm. | Any  | Torneig                         | Parella         | Oponents                          | Marcador                  |
| --------- | ---- | ---- | ------------------------------- | --------------- | --------------------------------- | ------------------------- |
| Guanyador | 1.   | 1960 | Wimbledon                       | Dennis Ralston  | Mike Davies Bobby Wilson          | 7−5, 6−3, 10−8            |
| Finalista | 1.   | 1961 | U.S. National Championships     | Antonio Palafox | Chuck McKinley Dennis Ralston     | 3−6, 4−6, 6−2, 11−13      |
| Guanyador | 2.   | 1962 | U.S. National Championships     | Antonio Palafox | Chuck McKinley Dennis Ralston     | 6−4, 10−12, 1−6, 9−7, 6−3 |
| Guanyador | 3.   | 1963 | Wimbledon (2)                   | Antonio Palafox | Jean-Claude Barclay Pierre Darmon | 4−6, 6−2, 6−2, 6−2        |
| Finalista | 2.   | 1963 | U.S. National Championships (2) | Antonio Palafox | Chuck McKinley Dennis Ralston     | 7−9, 6−4, 7−5, 3−6, 9−11  |

## Carrera esportiva
Osuna va destacar esportivament de ben petit, ja que amb deu anys ja va competir en el campionat mexicà de tennis taula, on va derrotar el campió mexicà i va guanyar el títol en dobles (1948). També va destacar en futbol i en bàsquet, arribant a ser convocat pels Jocs Panamericans quan encara era menor d'edat. Va decidir centrar-se en el tennis i fou becat per estudiar a la Universitat del Sud de Califòrnia (USC), als Estats Units, per tal de polir el seu estil de joc. Es va graduar l'any 1963 en administració d'empreses. Durant el període universitari va dominar els campionats de la NCAA, sent campió individual (1962), campió en dobles (1961-1963), i campió per equips (1962-1963).
El 1960 va participar per primera vegada al Wimbledon Championships, però només en categoria de dobles junt a Dennis Ralston. La parella era totalment desconeguda però van esdevenir la primera parella no cap de sèrie en guanyar el títol de dobles en la història del torneig. A partir d'aquí va anar sumant mèrits al seu palmarès i arribant a ser el millor tennista l'any 1963 segons la International Tennis Federation. Actualment és l'únic tennista mexicà en guanyar un títol de Grand Slam individual i també fou el primer llatinoamericà en aconseguir aquesta fita. Junt a Antonio Palafox també va guanyar dos Grand Slams més en dobles masculins. L'any 1962 va liderar l'equip mexicà de Copa Davis a la seva única final en la història d'aquest torneig, sent també el primer país llatinoamericà en disputar la final.
Va participar en els Jocs Olímpics de Ciutat de Mèxic (1968), on el tennis fou esport de demostració i exhibició. En la competició de demostració individual es va quedar a les portes de les medalles, mentre que tan en la de dobles masculins com en les dues proves d'exhibició (individual i dobles masculins) va obtenir la medalla d'or. Les proves de dobles les va disputar junt a Vicente Zarazúa.